# 山家悠紀夫
山家 悠紀夫（やんべ ゆきお、1940年6月16日 - ）は、日本の経済学者。

## 人物・来歴
愛媛県出身。
1964年、神戸大学経済学部卒業。第一銀行に入行。1982年、第一勧業銀行虎ノ門支店副支店長に就任。1994年、第一勧銀総合研究所専務理事に就任。2001年、神戸大学大学院経済学研究科教授（ - 2003年）。
ケインズ派の経済学者であり、小泉政権の新自由主義に基づく構造改革を批判している。 
女性史研究者の山家悠平は子。

## 著書
- 『偽りの危機　本物の危機』（東洋経済新報社、1997年）
- 『元気が出る北陸からの公共投資論』　（東洋経済新報社、1999年）
- 『日本経済　気掛かりな未来』　（東洋経済新報社、1999年）
- 『「構造改革」という幻想―経済危機からどう脱出するか』　（岩波書店、2001年）
- 『景気とは何だろうか』　（岩波書店、2005年）